# Regions de la República Sèrbia

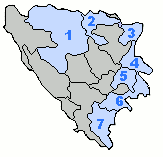
Regions de la República Sèrbia

La República Sèrbia està composta per 63 municipis agrupats en set regions, les capitals apareixen a continuació:
1. Regió de Banja Luka (Banja Luka)
2. Regió de Doboj (Doboj)
3. Regió de Bijeljina (Bijeljina)
4. Regió de Vlasenica (Zvornik)
5. Regió de Sarajevo-Romanija o Sokolac (Sarajevo Oriental)
6. Regió de Foča (Foča)
7. Regió de Trebinje (Trebinje)